# Султанов, Лёва Ибрагимович
Лёва Ибрагимович Султанов — советский самбист и дзюдоист, советский и российский тренер, директор Грозненской детско-юношеской спортивной школы № 7, Мастер спорта СССР международного класса по дзюдо, Заслуженный тренер СССР.

## Биография
Тренировался под руководством Феликса Куцеля. Становился чемпионом и призёром чемпионатов СССР среди железнодорожников, чемпионатов международного спортивного союза железнодорожников. В 1982 году начал тренерскую деятельность в Грозненской специализированной детско-юношеской спортивной школе олимпийского резерва «Локомотив». Вскоре его воспитанники начали добиваться серьёзных успехов на всероссийских соревнованиях. В 1987—1992 годах тренировал молодёжную сборную СССР. На первенстве мира 1990 года в Париже советская команда под его руководством выиграла 4 золотых и 2 бронзовых награды и заняла первое место, обойдя команду Японии.
В 1992—1995 годах Султанов тренировал сборную Турции. В результате команда Турции впервые в своей истории заняла третье место на чемпионате Европы. В 2000 году Султанов вернулся в Грозный и начал восстанавливать СДЮШОР «Локомотив», в которой начинал свой спортивный путь. Не имея поддержки государства и РЖД, в подчинении которой формально находилась школа, Султанов вместе с единомышленниками оборудовал зал в разрушенном войной здании. В первый же набор в школу записались более 300 подростков.

## Награды
Султанов награждён медалями «За заслуги в физической культуре», «За достижения в спорте», «Ветеран РЖД», «80 лет Госкомспорту России» и «175 лет РЖД».